# Райхард фон Щархемберг
Райхард фон Щархемберг (на немски: Reichard von Starhemberg; * 1 март 1570, Линц; † 8 февруари 1613, Виена) е благородник от стария австрийски род Щархемберг.

## Живот
Той е син (от 6 деца) на Хайнрих фон Щархемберг (1540 – 1571), господар на Ридег, Вилдберг и Лобенщайн, имперски дворцов съветник, кемерер, вице-губернатор на Долна Австрия, и съпругата му фрайин Магдалена фон Ламберг (1546 – 1581), дъщеря на Волфганг фон Ламберг († 1550) и Сузана фон Шерфенберг († 1541). Внук е на императорския съветник Еразмус I фон Щархемберг (1503 – 1560) и графиня Анна фон Шаунберг (1513 – 1551). Майка му се омъжва втори път 1577 г. за Габриел Щройн цу Шварценау. Брат е на Еразмус II (1575 – 1648), издигнат на граф 1643 г., женен за Елизабет Магдалена фон Унгнад, фрайин фон Зонек († 1631) и 1459 г. за Мария Салома фон Йоргер († 1633).
През началото на 16 век Шаунбергите местят главната си резиденция от замък Шаунберг в дворец Щархемберг в Ефердинг в Горна Австрия.
Райхард фон Щархемберг умира на 8 февруари 1613 г. на 42 години във Виена и е погребан в Хелмонзодт, Горна Австрия.
Синовете му Хайнрих Вилхелм фон Щархемберг и Гундакар XV фон Щархемберг са издигнати през 1643 г. на имперски графове. Щархембергите са от 1765 г. имперски князе с Георг Адам фон Щархемберг (1724 – 1808).
- Щархемберг, 
1674
- Дворец Щархемберг в Ефердин
- Дворец Ридег, Горна Австрия,
 ок. 1674

## Фамилия
Райхард фон Щархемберг се жени на 24 март 1592 г. в Ефердинг за фрайин Юлиана фон Рогендорф (* 1579; † 12 юли 1633, Нидервалзее), дъщеря на фрайхер Йохан Вилхелм фон Рогендорф (1531 – 1590) и графиня Анна фон Вид († 1590). Те имат децата:
- Хайнрих Вилхелм фон Щархемберг (* 28 февруари 1593, дворец Ридег, Горна Австрия; † 2 април 1675, Виена), от 1643 г. имперски граф на Щархемберг в Австрия, 1647 г. рицар на Ордена на Златното руно, женен I. на 13 март 1631 г. във Виена за графиня Сузана фон Мегау († 19 февруари 1662), II. сл. 1662 г. за графиня Елеонора Франциска фон Ламберг (* 1636)
- Гундакар XV фон Щархемберг (* 7 май 1594, Ридег; † март 1652), имперски граф 1643 г., женен на 5 ноември 1623 г. за фрайин Анна Сабина фон Дитрихщайн (* 26 януари 1605; † 1645), дъщеря на фрайхер Бартоломаус фон Дитрихщайн-Холенбург (1579 – 1635) и фрайин Елизабет Жоел фон Франкинг, наследничка на Ридау († 1635)
- Еразмус III/IV фон Щархемберг (* 13 май 1595; † 2 април 1664), женен за Юдит Сабина фон Йоргер († 23 август 1630)
- Райхард (* 1596; † млад)
- Готхард (*/† 1597)
- Каспар (* 11 юли 1598; † 4 септември 1646), женен за Мария Анна фон Мегау († 1669)